# L'Isle-Jourdain (Viena)
L'Isle-Jourdain és un municipi francès situat al departament de la Viena i a la regió de la Nova Aquitània. L'any 2007 tenia 1.231 habitants.

## Demografia

### Població
El 2007 la població de fet de L'Isle-Jourdain era de 1.231 persones. Hi havia 608 famílies de les quals 251 eren unipersonals (93 homes vivint sols i 158 dones vivint soles), 227 parelles sense fills, 102 parelles amb fills i 28 famílies monoparentals amb fills.
La població ha evolucionat segons el següent gràfic:
Habitants censats

### Habitatges
El 2007 hi havia 797 habitatges, 615 eren l'habitatge principal de la família, 84 eren segones residències i 98 estaven desocupats. 729 eren cases i 30 eren apartaments. Dels 615 habitatges principals, 412 estaven ocupats pels seus propietaris, 187 estaven llogats i ocupats pels llogaters i 16 estaven cedits a títol gratuït; 42 tenien una cambra, 28 en tenien dues, 99 en tenien tres, 172 en tenien quatre i 274 en tenien cinc o més. 451 habitatges disposaven pel capbaix d'una plaça de pàrquing. A 288 habitatges hi havia un automòbil i a 203 n'hi havia dos o més.

### Piràmide de població
La piràmide de població per edats i sexe el 2009 era:
| Homes | Edats   | Dones |
| ----- | ------- | ----- |
| 0     | 95 o +  | 16    |
| 4     | 90 a 94 | 20    |
| 28    | 85 a 89 | 48    |
| 12    | 80 a 84 | 16    |
| 32    | 75 a 79 | 64    |
| 60    | 70 a 74 | 48    |
| 48    | 65 a 69 | 60    |
| 60    | 60 a 64 | 80    |
| 24    | 55 a 59 | 44    |
| 32    | 50 a 54 | 28    |
| 40    | 45 a 49 | 32    |
| 28    | 40 a 44 | 16    |
| 32    | 35 a 39 | 36    |
| 20    | 30 a 34 | 40    |
| 20    | 25 a 29 | 40    |
| 8     | 20 a 24 | 12    |
| 32    | 15 a 19 | 24    |
| 32    | 10 a 14 | 28    |
| 24    | 5 a 9   | 24    |
| 24    | 0 a 4   | 24    |

## Economia
El 2007 la població en edat de treballar era de 593 persones, 394 eren actives i 199 eren inactives. De les 394 persones actives 369 estaven ocupades (188 homes i 181 dones) i 25 estaven aturades (10 homes i 15 dones). De les 199 persones inactives 103 estaven jubilades, 40 estaven estudiant i 56 estaven classificades com a «altres inactius».

### Ingressos
El 2009 a L'Isle-Jourdain hi havia 636 unitats fiscals que integraven 1.196 persones, la mediana anual d'ingressos fiscals per persona era de 15.126,5 €.

### Activitats econòmiques
Dels 89 establiments que hi havia el 2007, 2 eren d'empreses extractives, 2 d'empreses alimentàries, 1 d'una empresa de fabricació de material elèctric, 2 d'empreses de fabricació d'altres productes industrials, 6 d'empreses de construcció, 21 d'empreses de comerç i reparació d'automòbils, 2 d'empreses de transport, 8 d'empreses d'hostatgeria i restauració, 6 d'empreses financeres, 3 d'empreses immobiliàries, 14 d'empreses de serveis, 13 d'entitats de l'administració pública i 9 d'empreses classificades com a «altres activitats de serveis».
Dels 32 establiments de servei als particulars que hi havia el 2009, 1 era una oficina d'administració d'Hisenda pública, 1 gendarmeria, 1 oficina de correu, 2 oficines bancàries, 1 funerària, 5 tallers de reparació d'automòbils i de material agrícola, 1 autoescola, 3 guixaires pintors, 2 lampisteries, 4 perruqueries, 4 veterinaris, 4 restaurants, 1 agència immobiliària, 1 tintoreria i 1 saló de bellesa.
Dels 11 establiments comercials que hi havia el 2009, 2 eren supermercats, 1 una botiga de menys de 120 m², 1 una fleca, 1 una carnisseria, 1 una llibreria, 1 una botiga de roba, 1 una botiga d'equipament de la llar i 3 drogueries.
L'any 2000 a L'Isle-Jourdain hi havia 3 explotacions agrícoles.

## Equipaments sanitaris i escolars
El 2009 hi havia 2 farmàcies i 1 ambulància.
El 2009 hi havia 1 escola maternal i 2 escoles elementals. L'Isle-Jourdain disposava d'un col·legi d'educació secundària amb 200 alumnes.

## Poblacions més properes
El següent diagrama mostra les poblacions més properes.